# Acorypha modesta
Acorypha modesta är en insektsart som beskrevs av Boris Petrovich Uvarov 1950. Acorypha modesta ingår i släktet Acorypha och familjen gräshoppor. Inga underarter finns listade i Catalogue of Life.